# Ali Ashfaq
Ali Ashfaq, né le 6 septembre 1985 à Malé aux Maldives, est un footballeur international maldivien.
Il évolue actuellement au poste d'attaquant  avec le club de PDRM FA.

## Biographie

### Sélection
Ali Ashfaq est convoqué pour la première fois en 2003. Il est le meilleur buteur en équipe des Maldives de football avec 52 buts. En 2009, il est nommé capitaine de l'équipe des Maldives.
Il participe à l'AFC Challenge Cup en 2012 et 2014 avec les Maldives.

## Palmarès

### En club
- Club Valencia :
  - Vainqueur de la Coupe des Maldives en 2004.

- New Radiant :
  - Champion des Maldives en 2007 et 2012.
  - Vainqueur de la Coupe des Maldives en 2005, 2006 et 2007.
  - Vainqueur de la Supercoupe des Maldives en 2013.

- VB Sports Club :
  - Champion des Maldives en 2010.
  - Vainqueur de la Coupe des Maldives en 2008.
  - Vainqueur de la Supercoupe des Maldives en 2010.

### En sélection nationale
- Vainqueur du Championnat d'Asie du Sud en 2008.
- Finaliste du Championnat d'Asie du Sud en 2003 et 2009.

### Distinctions personnelles
- Footballeur maldivien de l'année en 2003, 2007, 2009 et 2011.
- Meilleur buteur du Championnat d'Asie du Sud en 2013.

## Statistiques

### Buts en sélection
Le tableau suivant liste les résultats de tous les buts inscrits par Ali Ashfaq avec l'équipe des Maldives.